# Leucopholis lepidophora
Leucopholis lepidophora är en skalbaggsart som beskrevs av Blanchard 1851. Leucopholis lepidophora ingår i släktet Leucopholis och familjen Melolonthidae. Inga underarter finns listade i Catalogue of Life.